# Заречная (компания)
Угольная компания «Заре́чная» — российская угольная компания, входящая в пятерку крупнейших экспортеров энергетического угля в стране. Полное наименование: Общество с ограниченной ответственностью «Угольная компания "Заречная"». Штаб-квартира — г. Полысаево, Кемеровской области.
Компания ликвидирована в апреле 2022 г.

## Деятельность компании

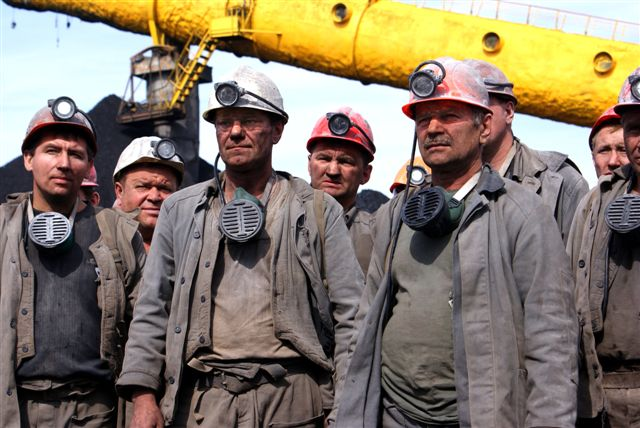
Проходчики шахты «Заречная»

Угольная компания «Заречная» реорганизована в холдинговую структуру в 2008 году. Компания осуществляет управление угледобывающими и вспомогательными предприятиями холдинга. В составе «Заречной» — шесть угледобывающих (три действующих и три строящиеся шахты), обогатительная фабрика и ряд вспомогательных предприятий:
- ОАО «Шахта "Заречная"»
- ШУ «Октябрьский»
- ОАО «Шахта «Алексиевская»
- ООО «Шахтоуправление „Карагайлинское“»
- «Шахта Сибирская»
- Участок «Серафимовский»
- Обогатительная фабрика «Спутник»
- ООО «Грамотеинские ЦЭММ»
- ООО «Георесурс»
- ЗАО «Технопаркинвест-Кузбасс»
- АО «BALTIC COAL TERMINAL» (Латвия)

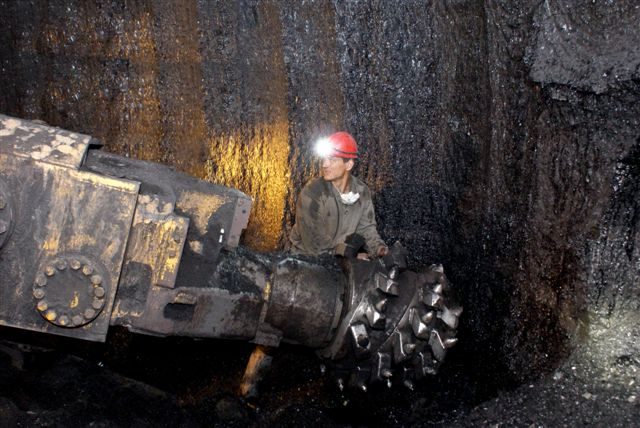
Подготовка лавы 101 по пласту «Красногорский», ОАО Шахта Алексиевская

## Предприятия компании

### ОАО «Шахта „Заречная“»

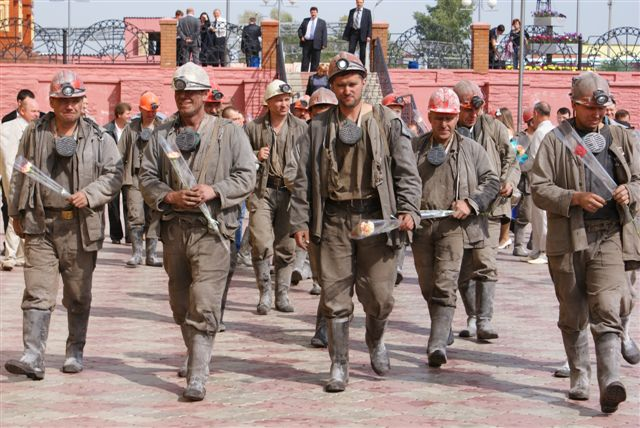
Рекорд проходки, август 2009 года, ОАО «Шахта Заречная»

ОАО «Шахта „Заречная“» — крупнейшее предприятием Угольной компании «Заречная». Шахта «Заречная» (в прошлом шахта «Северная-Полысаевская») — первая гидрошахта в стране, введена в эксплуатацию в августе 1953 года с проектной мощностью 150 тысяч тонн угля в год. В конце 90-х в связи с отсутствием средств на модернизацию, было запланировано закрытие предприятия. В 1998 году шахту приобрел новый собственник — Виктор Нусенкис.

### Обогатительная фабрика (ОФ) «Спутник»

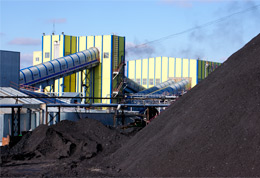
Обогатительная фабрика «Спутник»

Обогатительная фабрика (ОФ) «Спутник» построена и введена в эксплуатацию в 2003 году с полным циклом обогащения и замкнутым водоснабжением. Современное оборудование ОФ «Спутник» позволяет перерабатывать практически весь добытый шахтой «Заречная» уголь. Изначально фабрика строилась с производственной мощностью 2,4 млн тонн угля в год.

### Шахтоучасток «Октябрьский»
Шахта «Октябрьская» (Шахтоучасток «Октябрьский»), в прошлом шахта «Полысаевская-2», введена в эксплуатацию в 1951 году с проектной мощностью 1,2 млн тонн в год. В 2010 году шахта «Октябрьская» была приобретена УК «Заречная» и вошла в её состав как шахтоучасток.

### ОАО «Шахта „Алексиевская“»
ОАО "Шахта «Але́ксиевская» (бывшее Ленинское шахтоуправление), введена в эксплуатацию в 1964 году, приобретена Угольной компанией «Заречная» в 2007 году. Проведенная реконструкция позволила избежать закрытия шахты и добиться значительного увеличения объема добычи угля. Запасы угля с учётом резервного блока составляют 619,7 млн тонн марки «Д».

### ООО «Шахтоуправление „Карагайлинское“»

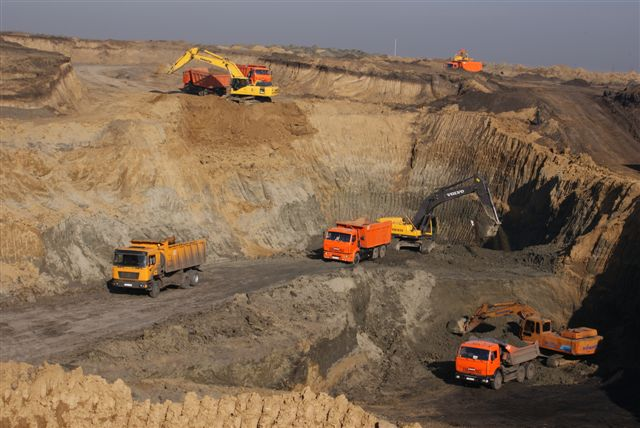
Карагайлинское шахтоуправление

ООО «Шахтоуправление „Карагайлинское“» — было приобретено в 2006 г. Строительство ведется на участке недр, которые принадлежали закрытой в ходе реструктуризации угольной отрасли в 1990-х годах шахте «Карагайлинская».

### Шахта «Сибирская»
«Шахта „Сибирская“» была приобретена в 2010 году. Шахта расположена на горном отводе бывшей шахты «Кузнецкая».

### Участок «Серафимовский»
В 2009 году приобретена лицензия на право пользования недрами с целью разведки и добычи угля на участке «Серафимовский» Ушаковского месторождения (Промышленновский район, Кемеровской области. Лицензионные запасы угля составляют 163 млн тонн, а с учётом резервного блока — 393 млн тонн.

### ООО «Грамотеинские ЦЭММ»

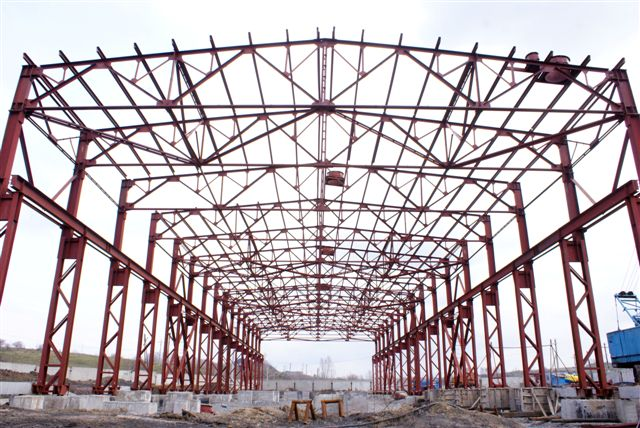
Строительство нового цеха металлоконструкций

ООО «Грамотеинские ЦЭММ» (центральные электромеханические мастерские посёлка Грамотеино) созданы в 1976 г. В 2004 году ЦЭММ были приобретены ОАО «Шахта „Заречная“».
ООО «Грамотеинские ЦЭММ» выполняет работы по изготовлению металлоконструкций, арочных и анкерных металлокрепей, элементов монорельсовой дороги и стрелочных переводов, осуществляют капитальный ремонт электродвигателей.

### ООО «Георесурс»
ООО «Георесурс» было приобретено в 2007 году. Предприятие выполняет комплекс геологоразведочных и буровых работ.

### ЗАО «Технопаркинвест-Кузбасс»
ЗАО «Технопаркинвест-Кузбасс» создано в 2008 году для участия в формировании новых, высокотехнологичных производств совместно с Кузбасским Технопарком.

### АО BALTIC COAL TERMINAL
АО «BALTIC COAL TERMINAL» — угольный терминал, расположенный в г. Вентспилс, Латвия. В 2009 году введен в эксплуатацию первый пусковой комплекс терминала с годовой мощностью переработки 6 млн тонн угля в год.